# Долмен Плочата
Долмен Плочата е най-голямото мегалитно съоръжение от подобен тип откривано на територията на България според проф.Валерия Фол. Паметникът се намира един от южните върхове на Средна гора над село Златосел, Община Брезово.

## Откритие
Долменът е регистриран по време на експедиция организирана от научнопопулярното „Списание 8“ с научен ръководител проф. Валерия Фол през лятото на 2015 г. Обектът е известен от години на жителите на околните населени места и любителите планинари, но за пръв път е посетен от научен екип и публикуван в пресата в бр.9 на „Списание Осем“ за 2015 г.

## Описание и особености
Покривната плоча на съоръжението е с площ от над 25 m². Същевременно местоположението на този археологически паметник разширява ареала, в който тази архитектурна и строителна традиция е регистрирана на българска територия – допреди откритието на обекта в българската археологическа наука битува мнението, че долмените са разпространени само на територията на Сакар, Странджа и Източните Родопи.
Долменът е с идеална ориентация на изток и според доц.Алексей Стоев е свидетелство за напреднало астрономическо знание на древните жители на района.
Проф. Валерия Фол разглежда мегалитния паметник като много ранна (поне от II хил. пр. Хр.) фамилна гробница на тракийска царска фамилия или на местен парадинастичен род, тъй като тракийски парадинастичен център е съществувал в района.
Експедицията на „Списание Осем“ регистрира в мегалитна среда и друго съоръжение – гигантско каменно „яйце", изправено на острата си страна над издълбан улей в материковата скала. Според проф. Фол то отразява вярвания на древните, свързани със сакралността на камъка, и символизира раждането на живота. В изкуствено заравнената скала около т.нар. „яйце“ се наблюдават вдълбани жертвеници, ритуални площадки и стълби.
В района на с. Брезово се намира и т.нар. „Люляково светилище“ – мегалитна стела свързана с култа към Слънцебога, която според проф. Фол няма аналог на българска територия.